# Preobraženje (miasto Vranje)
Preobraženje (cyr. Преображење) – wieś w Serbii, w okręgu pczyńskim, w mieście Vranje. W 2011 roku liczyła 40 mieszkańców.